# Ministério do Plano e Coordenação Económica
O Ministério do Plano e Coordenação Económica foi um departamento do I Governo Constitucional de Portugal, responsável pela política de planeamento económico. O único titular do ministério foi António Sousa Gomes.
O ministério, com este exato nome, existiu apenas entre 23 de julho de 1976 e 30 de janeiro de 1978. No entanto, durante vários períodos da década de 1970 existiram ministérios com nomenclaturas similares,[carece de fontes?] a seguir ao 25 de Abril de 1974.
Outros ministérios com denominações semelhantes foram o Ministério do Planeamento e Coordenação Económica, em 1975, e o Ministério da Coordenação Económica e do Plano, entre 1979 e 1980.